# Jamaat al Muslimeen
Le Jamaat al Muslimeen (en arabe : جماعة المسلمين) est un groupe religieux musulman basé à Trinité-et-Tobago, État des Caraïbes.

## Identité
Le Jamaat al Muslimeen (جماعة المسلمين) signifie littéralement le « Parti des musulmans ». On le désigne aussi sous ses initiales : "JAM", terme utilisé par Chris Zambelis.
Ce groupe est une organisation musulmane sunnite, formé d'Afro-trinidadiens, venus des quartiers pauvres et des classes défavorisées du pays.
Le leader de ce groupe est l'Imam Yasin Abu Bakr. Né Lennox Philip, il se convertit à l'islam lors d'études au Canada. Lorsqu'il retourna à Trinité-et-Tobago, il créa ce groupe en référence à The Jamaat.
Ce groupe avait des liens avec le dirigeant libyen Mouammar Kadhafi[réf. nécessaire].

## Contexte religieux
Trinité-et-Tobago est un pays multiconfessionnel, où les chrétiens (catholiques et protestants) sont majoritaires. Une minorité représentant 5,8 % de la population trinidadienne suit l'islam.
Colonie espagnole avec une population majoritairement d'origine française, le pays devient en 1797 une colonie britannique. Du XVIe au XIXe siècle, les Européens font venir sur l'île des esclaves provenant d'Afrique, puis des travailleurs indiens qui importent leurs religions. Du fait de cette migration, les hindous représentent 22 % de la population et forment la deuxième communauté religieuse du pays derrière les chrétiens. Or, les immigrants originaires de l'Inde ne sont pas tous hindous : il y a aussi une importante minorité musulmane issue du nord de l'Inde. Ceci explique les données suivantes : selon un recensement officiel, en 1990, 29,4 % de la population trinidadienne est catholique, 23,8 % est hindoue, 10,9 % est anglicane, 5,8 % est musulmane, 3,4 % est presbytérienne et 26,7 % se réclament d'une autre religion.
On recense six groupes musulmans à Trinité-et-Tobago :
- Anjuman Sunnat-ul-Jamaat Association
- Tackveeyatul Islamic Association
- Trinidad Muslim League
- United Islamic Organisation of Trinidad and Tobago
- Jamaat al Muslimeen
- TriniMuslims - Rassemblement de Ahlus Sunnah wal-Jamaa'h (Sunnite / Salafiste) Musulmans.

Le pays, indépendant du Royaume-Uni depuis 1962, bien que majoritairement chrétien, connaît en 1987 l'élection du premier président musulman du pays et du continent américain, Noor Mohammed Hassanali (1918-2006). Il est élu président de la République deux fois de suite (deux mandats de cinq années, de 1987 à 1997).

## La tentative de coup d'État en 1990
Le 27 juillet 1990, 114 membres de la Jamaat al Muslimeen, commandés par Yasin Abu Bakr et Bilaal Abdullah tentent de prendre le pouvoir à Trinité-et-Tobago, grâce à un coup d'État.
42 insurgés prennent d'assaut la « Maison rouge » (siège du parlement) à Port-d'Espagne et prennent en otage le Premier ministre Arthur N. R. Robinson et les membres de son cabinet.
Simultanément, 72 autres attaquent les bureaux de la Trinidad and Tobago Television (TTT), la seule station de télévision du pays, et la Trinidad Broadcasting Company, l'une des deux stations de radio dans le pays.
À 18 heures, Yasin Abu Bakr, apparaissant à la télévision, annonce le renversement du gouvernement ; il précise être en négociation avec l'armée de terre, appelle au calme et demande qu'il n'y ait pas de pillage. Les forces de défense et la police réagissent en bouclant la zone autour de la Maison rouge.
Des pillages et des incendies criminels ont lieu à Port-d'Espagne et d'autres parties du corridor est-ouest, le reste du pays est calme. Par conséquent, le président du Sénat Emmanuel Carter décrète l'état d'urgence et la loi martiale est imposée. Plusieurs membres du Conseil des ministres, qui n'étaient pas présents dans la Maison rouge au moment de l'attaque, restent dans le bureau de l'hôtel Hilton.
Dans la nuit du 27, l'armée prend le contrôle, d'abord de l'antenne de la Trinidad and Tobago Television (TTT) à Cumberland Hill, puis de tout le bâtiment.
Après six jours de négociation, les preneurs d'otages se rendent le 1er août, et sont placés en garde à vue.. Le Conseil privé fait invalider l'amnistie mais l'on ne procède pas pour autant à une nouvelle arrestation des membres de ce groupe.
Environ 24 personnes sont mortes au cours de la tentative de coup d'État ; les pertes matérielles se chiffrent en millions de dollars. Parmi les victimes figure Leo Des Vignes, un membre du Parlement.
Beaucoup de gens ont vu la tentative de coup d'État comme le dernier clou dans le cercueil de l'Alliance nationale, le parti au pouvoir entre 1986 et 1991. Il s'est produit également au moment où le pays accueillait la Coupe de la Caraïbe, pendant le mois de juillet. De plus, du 22 au 27 juillet 1990, la tempête tropicale Arthur touche le pays. Ces événements provoquent l'annulation du tournoi de football.

## Depuis 1990
Depuis l'échec du coup d'État, ce groupe s'est investi dans le trafic de drogues et est très lié à des gangs criminels.
En mars 2007, trois membres de ce groupe ont confirmé leur participation à l'enlèvement et au meurtre de l'Indo-Trinidadienne Vindra Naipaul-Coolman.
Actuellement, le Jamaat al Muslimeen est sous la surveillance des autorités trinidadiennes ainsi que de la CIA, car suspecté de relations avec des organisations terroristes au Moyen-Orient. En 2007, des membres de ce groupe sont suspectés d'avoir préparé des attentats contre des avions dans l'aéroport international John-F.-Kennedy.
De plus, pour reprendre une citation de Robin Walker, rédacteur de la BBC, « security analysts have suggested the region could be attractive as a base for terrorist groups because of its proximity to the United States, its porous borders and because of the widespread poverty on the islands », ce qui signifie que la région pourrait être attrayante comme base pour les groupes terroristes en raison de sa proximité avec les États-Unis, de ses frontières poreuses et en raison de la généralisation de la pauvreté sur les îles.
Sur le site internet de la Fondation Jamestown, Chris Zambelis intitule son article daté du 30 juillet 2009 : "Jamaat al-Muslimeen: The Growth and Decline of Islamist Militancy in Trinidad and Tobago", c'est-à-dire la montée et le déclin du militantisme islamique à Trinité-et-Tobago. Il affirme l'échec de la politique menée par Yasin Abu Bakr, mais il précise aussi que le groupe n'est pas mort, c'est l'ambigüité de ce groupe sur lequel il insiste.